# 사쿠란
《시쿠란》(さくらん)은 안노 모요코의 만화이자 이를 원작으로 2007년에 개봉한 일본 영화이다.

## 줄거리
매춘굴의 하녀로 팔려 온 어린 소녀는 요시와라의 한 고급 유곽 '타마기쿠'의 최고 기녀 쇼히의 보살핌을 받게 되고 '토메키'라는 이름을 얻는다. 반항적인 성격에도 불구하고, 그녀는 기녀로서 성공할 잠재력을 인정받는다. 최고 기녀는 아름다움과 재능뿐만 아니라, 자신의 위치를 유지할 강인함이 필요하기 때문이다.
토메키는 이후 견습 기녀로서 '오린'이라는 이름을 얻고, 다시 '키요하'라는 이름으로 불리며 타마기쿠에서 가장 아름다운 여성으로 성장한다. 그녀의 인기는 다른 기녀인 미쿠모의 입지를 위협하고, 둘 사이에는 큰 긴장감이 감돈다. 키요하는 미쿠모와의 경쟁뿐만 아니라 소지로라는 젊은 남자의 등장으로 인해 기녀의 삶에서는 사랑을 찾을 수 없다는 현실에 직면하게 된다.

## 영화
2007년 2월 24일 개봉하였다. 니나가와 미카가 감독을 맡았으며 《불량공주 모모코》로 주목을 모은 츠치야 안나가 주연, 시이나 링고가 음악 감독을 맡았다. 원작자인 안노 모요코의 남편인 안노 히데아키가 엑스트라로 출연하였다.

## 출연

### 주연
- 츠치야 안나
- 시이나 깃페이

### 조연
- 기무라 요시노
- 나리미야 히로키
- 칸노 미호
- 나가세 마사토시

## 기타
- 원작자: 모요코 안노
- Line PD: 나카바야시 치카코
- 프로듀서: 토요시마 마사로우
- 미술: 이와키 나미코